# ケンドー・ナガサキ
ケンドー・ナガサキ（Kendo Nagasaki）は、プロレスラーのリングネームであり、世界の複数の人物によって使用されている。「ケンドー」は剣道、「ナガサキ」は日本の長崎市に由来し、「謎めいた過去と催眠術の能力を持つ日本のサムライ」というギミックとして使用されている。
オリジナルはイギリス人プロレスラー、ピーター・ソーンリーが演じた覆面のギミックであるが、アメリカと日本では桜田一男のペイントレスラーとしてのリングネームの方が有名である。ソーンリーと桜田の成功により、このギミックにインスパイアされた、あるいは単に真似をしたレスラーが多く誕生した。また、お笑い芸人のケンドーコバヤシの芸名はケンドー・ナガサキに由来している。

## ピーター・ソーンリー
「ケンドー・ナガサキ」のギミックを最初に使用したのは、ITVのスポーツ番組『ワールド・オブ・スポーツ』で有名になったイギリス人レスラー、ピーター・ソーンリーである。ソーンリーは1964年11月にプロレスを始め、1971年にテレビデビューしてからイギリスで有名になった。1968年には「ミスター・ギロチン」というリングネームで日本の国際プロレスに遠征し、1972年に北米に遠征して、スチュ・ハートのスタンピード・レスリングで北米王座を獲得した。イギリスに戻った後は、後に宿敵となるシャーリー・クラブトリー（ビッグ・ダディ）、ジャイアント・ヘイスタックスのタッグチームとの1975年から1977年にかけての抗争や、1977年12月にテレビ放映された、引退に当たって自ら覆面を外す儀式によって、さらに有名になった。
1978年に引退した後、1981年に一時的に復帰し、1986年からは完全復帰して、1993年に再度引退するまで、2度目の成功を収めた。その後、2000年から2001年にかけてオールスター・レスリング、2008年にはLDNレスリングでカムバックを果たしている。

## 桜田一男
日本人レスラーの桜田一男は、1980年代前半にアメリカでこのギミックを使っていた。このギミックを採用する前、桜田はソーンリーと同様にスタンピード・レスリングに出場し、北米王座を獲得していた。桜田は「ケンドー・ナガサキ」として、フロリダのチャンピオンシップ・レスリング・フロム・フロリダ（CWF）、ミネソタのアメリカン・レスリング・アソシエーション（AWA）、テネシーのコンチネンタル・レスリング・アソシエーション（CWA）、プエルトリコのワールド・レスリング・カウンシル（WWC）に出場した。日本でも、新日本プロレスでミスター・ポーゴと「ニンジャ・エクスプレス」というタッグを組んで出場した。
ソーンリーと同様、桜田も剣道着を着てリングに上がったが、ソーンリーとは異なり、桜田は覆面ではなくフェイスペイントを施し、剣ではなく竹刀を持っていた。また、桜田は毒霧をレパートリーの一部として使っていた。桜田は2020年1月12日に千葉県で死去した。

## その他

### ケンドー・ナガサキ2世
ソーンリーが引退した翌年の1978年、ニック・ヘイウッド（Nick Heywood）がケンドー・ナガサキ2世（Kendo Nagasaki II）のリングネームで短期的にジョイント・プロモーションズに出場していた。

### キング・ケンドー（ビル・クラーク）
1970年代後半、レスラーのビル・クラーク（Bill Clarke）が、ソーンリーのキャラクターをそのままモデルにして、「ケンドー・ナガサキ」の名前でイギリスの独立系プロモーター、サンドール・コバックスが企画した試合に登場した。ソーンリーがケンドー・ナガサキの名前の使用の差し止めを求め、クラークは後にキング・ケンドー（King Kendo）に改名したが、見た目はそのままだった。クラークは1981年頃、レスリング・エンタープライゼス・オブ・バーケンヘッドで、ソーンリーと「ケンドー」の名を掛けた試合を何度も行った。キング・ケンドーとしての活動を続けていたクラークは、その後、ジョイント・プロモーションズにヒールとして参加した。ロイヤル・アルバート・ホールのメインイベントでのジャイアント・ヘイスタックとのタッグや、1987年のキング・コング・カークとのタッグなどで、ビッグ・ダディと何度も戦った。クラークとソーンリーは、1993年にオールスター・レスリングで、ソーンリーのマネージャーのロイド・ライアンがクラーク側についたというアングルで新たな抗争を繰り広げる予定だったが、1993年にソーンリーが2度目の引退をしたことで断念し、クラークもすぐに引退した。クラークは2018年10月10日に死去した。

### キング・ケンドー（デイル・プレストン）
クラークの引退後は、デイル・プレストン（Dale Preston）が、クラークの衣装を着て、ライアンのマネジメントのもとで、キング・ケンドーの役割を引き継いだ。1990年代半ば、プレストンは、オールスター・ショーのメインイベントで、ジャイアント・ヘイスタックスとの対戦など、ソーンリーのケンドーが関与して成功した抗争を再現し、頻繁に出場した。2012年からは、ノリッチを本拠地とするワールド・アソシエーション・オブ・レスリング（WAW）でこのギミックを復活させ、現在は主要なヒールとして活躍している。また、プレストンはキング・ケンドーとして、2013年12月にカール・クレイマーとのタッグチーム4Kの一員としてRQWタッグ選手権を獲得している。

### ケンドー・ザ・サムライ
1990年代初頭、ジム・コルネットのスモーキー・マウンテン・レスリングには、ダリル・ヴァン・ホーンがマネジメントするケンドー・ザ・サムライ（Kendo The Samurai）という覆面のサムライ・キャラクターが登場していた。最初はティム・ホーナーが演じていたが、後にスコッティ・リッグスやブライアン・ローガンなど他のレスラーが演じた。

### ケンドー・カシン
ドイツとオーストリアのCWAで活躍していた日本人レスラーの石澤常光が、1996年のヨーロッパ遠征の際に現地のプロモーター、オットー・ワンツの要請で覆面を被りケンドー・カシンを名乗った。日本に帰国してからは、このキャラクターで様々なチャンピオンになるなど、大きな成功を収めた。

### ケンドー・ナカザキ
2008年、初代タイガーマスクの佐山聡は、自身が運営するリアルジャパンプロレスにケンドー・ナカザキというレスラーを出場させた。ケンドー・ナカザキは、剣道の面のマスクをかぶり、胸にユニオンジャックをつけていた。正体は不明であるが、佐山の教え子である可能性が高い。